# Niambia damarensis
Niambia damarensis is een pissebed uit de familie Platyarthridae. De wetenschappelijke naam van de soort is voor het eerst geldig gepubliceerd in 1924 door Panning.